# Microdon normalis
Microdon normalis är en tvåvingeart som beskrevs av Charles Howard Curran 1925. Microdon normalis ingår i släktet myrblomflugor, och familjen blomflugor.
Artens utbredningsområde är Guyana. Inga underarter finns listade i Catalogue of Life.